# Onthophagus sparsepunctatus
Onthophagus sparsepunctatus es una especie de insecto del género Onthophagus, familia Scarabaeidae, orden Coleoptera.
Fue descrita científicamente por Frey en 1956.